# Peseta
Peseta (Pts – peseta) var den valuta som användes i Spanien och Andorra (tillsammans med Fransk franc) fram till införandet av euron år 2002. Valutakoden var ESP. Valutaenheten 1 peseta (pluralform pesetas) indelades i 100 centimos.
Valutan infördes 1868 och ersatte den tidigare spanska escudon som varit landets valuta i olika former sedan 1566. Vid införandet blev Spanien samtidigt även medlem i den Latinska myntunionen. Valutan hade de senaste åren drabbats av hög inflation och har fått sitt namn från det katalanska ordet peceta (diminutiv av "peça"), som betyder "en liten bit".
De första mynten präglades år 1869 och de första sedlarna trycktes den 1 juli 1874.
Vid övergången till euro fastställdes slutkursen 2002 till 1 EUR = 166,386 ESP. Peseta var giltigt betalningsmedel jämsides med euro till den 28 februari 2002 och kunde växlas in mot euro i Banco de España till den 30 juni 2021.

## Användning
Valutan gavs ut av Banco de España (BdE) som grundades 1782. BdE har huvudkontoret i Madrid och är medlem i Europeiska centralbankssystemet.

## Valörer
- mynt: 1, 5, 10, 25, 50, 100, 200 och 500 pesetas
- underenhet: fanns ej vid övergången till euro, men tidigare nyttjades centimos
- sedlar: fanns i 200, 500, 1000, 2000, 5000 och 10 000 pesetas